# زندان زنان (فیلم ۱۹۸۸)
زندان زنان (به انگلیسی: Women Prison) یک فیلم سینمایی هنگ کنگی محصول سال ۱۹۸۸ به کارگردانی دیوید لام است.

## بازیگران
- فونگ بو بو
- چارین چان
- السی چان در نقش موی کوای نویی
- لو سرگرم‌کننده به عنوان شاندونگ پو
- ماریا کوردرو
- سیمون یام در نقش لیو ویلیانگ
- ها چی چون به عنوان ژو جینگ جینگ
- پاتریشیاها در نقش او جیاهویی
- کارول چنگ در نقش لی یولیان